# ジョン・ロジャーズ・コモンズ
ジョン・ロジャーズ・コモンズ（英: John Rogers Commons、1862年10月13日 - 1945年5月11日）は、アメリカの経済学者、労働史家。ヴェブレンと並ぶ制度派経済学の代表者の一人。

## 経歴
1862年、オハイオ州西部のホランズバーグ (オハイオ州)生まれ。苦学し、また勉学から精神的にも病んだことがあった。このことは、後に社会正義を提唱する要因になっている。オーバリン大学を卒業後、ジョンズ・ホプキンズ大学大学院でリチャード・イリー（Richard T. Ely）の下で2年間学んだ。しかし、学位は取得せず、オーバリン大学とインディアナ大学と契約した後、1895年からシラキュース大学で教員となった。しかし、1899年にシラキュース大学は彼を急進派とみて解雇。最終的に、1904年からウィスコンシン大学マディソン校の教授となってアカデミアに復帰した。

## 研究内容・業績
- 集団的民主主義による合理的価値の実現を希求した。
- コモンズの労働史（英語版）の研究は、自身の制度経済学の理論に寄与していると考えられている。また、経済思想史における集団行動に関しても、価値ある貢献をしている。

## 著書

### 単著
- The Distribution of Wealth, 1893年 （『富の分配』）
- Social Reform and the Church, 1894年 （『社会改革及び教会』）
- Proportional Representation, 1896年 （『比例代表制度』）
- City Government, 1898年 （『市政』）
- Races and Immigrants in America, 1907年 （『アメリカに於ける人種と移民』）
- Horace Greeley and the Working Class Origins of the Republican Party, 1909年 （『ホレス・グリーリーと共和党に於ける労働者階級の起源』）
- Labor and Administration, 1913年 （『労働及び行政』）
- The Legal Foundations of Capitalism, 1924年 （『資本主義の法制的基礎』）
  - 『資本主義の法律的基礎（上巻）』新田隆信・中村一彦・志村治美訳、コロナ社、1964年、第５章までの訳。
- Institutional Economics, 1934年 （『制度経済学』）
  - 『制度経済学（上）：政治経済学におけるその位置』中原隆幸訳、ナカニシヤ出版、2015年。
  - 『制度経済学（中）：政治経済学におけるその位置』宇仁宏幸・坂口明義・高橋真悟・北川亘太訳、ナカニシヤ出版、2019年。
  - 『制度経済学（下）：政治経済学におけるその位置』宇仁宏幸・北川亘太訳、ナカニシヤ出版、2019年。
- The Economics of Collective Actions, 1950年 （『集団的活動の経済学』）
  - 『集団行動の経済学』春日井薫・春日井敬訳、文雅堂書店、1958年。

### 共著
- Principles of Labor Legislation, with Andrews, J. B, 1916年（4th edn） （『労働法原理』）
  - 『労働法原論』北岡壽逸訳、清水書院、1920年。
  - 『労働法原理（上）』池田直視・吉原節夫訳、ミネルヴァ書房、1959年。
  - 『労働法原理（下）』池田直視・吉原節夫訳、ミネルヴァ書房、1963年。
- History of Labor in the United States. Vols. 1–4, 1918-1935年（『合衆国労働史』）

### 編著
- Trade Unionism and Labor Problems, 1905年（『労働組合主義と労働問題』）
- A Documentary History of American Industrial Society, 1910年（『アメリカ産業社会史』）
- Industrial Government, 1921年（『産業行政』）